# Somerville (Alabama)
Somerville é uma cidade  localizada no estado americano de Alabama, no Condado de Morgan.

## Demografia
Segundo o censo americano de 2000, a sua população era de 347 habitantes.
Em 2006, foi estimada uma população de 470, um aumento de 123 (35.4%).

## Geografia
De acordo com o United States Census Bureau, a localidade tem uma área de 2,6 km², sem área coberta por água. Somerville localiza-se a aproximadamente 195 m acima do nível do mar.

## Localidades na vizinhança
O diagrama seguinte representa as localidades num raio de 24 km ao redor de Somerville.